# Agustín Baldi
Agustín Baldi (San Carlos de Bariloche, 11 maggio 2002) è un calciatore argentino, centrocampista del Belgrano.

## Caratteristiche tecniche
È un centrocampista difensivo.

## Carriera
Baldi è cresciuto nel settore giovanile del Tigre, con cui ha firmato il primo contratto professionistico nel maggio del 2019. Ha debuttato in prima squadra il 22 dicembre 2020 nell'incontro di Primera B Nacional pareggiato 1-1 contro il Gimnasia (M).
Alla fine del 2023 è rimasto svincolato dal club rossoblu, e nel febbraio del 2024 ha firmato un biennale con il Belgrano, altro club della prima divisione argentina.

## Statistiche

### Presenze e reti nei club
Statistiche aggiornate al 14 aprile 2024.
| Stagione        | Squadra         | Campionato      | Campionato | Campionato | Coppe nazionali | Coppe nazionali | Coppe nazionali | Coppe continentali | Coppe continentali | Coppe continentali | Altre coppe | Altre coppe | Altre coppe | Totale | Totale | Totale |
| Stagione        | Squadra         | Comp            | Pres       | Reti       | Comp            | Pres            | Reti            | Comp               | Pres               | Reti               | Comp        | Pres        | Reti        | Pres   | Reti   |        |
| --------------- | --------------- | --------------- | ---------- | ---------- | --------------- | --------------- | --------------- | ------------------ | ------------------ | ------------------ | ----------- | ----------- | ----------- | ------ | ------ | ------ |
| 2021            | Tigre           | PBN             | 2          | 0          | CA              | 0               | 0               |                    | -                  | -                  |             | -           | -           | 2      | 0      |        |
| 2022            | Tigre           | PD              | 13         | 0          | CA+CdL          | 0+7             | 0               |                    | -                  | -                  | TC          | 1           | 0           | 21     | 0      |        |
| 2023            | Tigre           | PD              | 0          | 0          | CA+CdL          | 0+1             | 0               | CS                 | 1                  | 0                  |             | -           | -           | 2      | 0      |        |
| 2024            | Belgrano        | PD              | 0          | 0          | CA+CdL          | 0               | 0               | CS                 | 0                  | 0                  |             | -           | -           | 0      | 0      |        |
| Totale carriera | Totale carriera | Totale carriera | 15         | 0          |                 | 8               | 0               |                    | 1                  | 0                  |             | 1           | 0           | 25     | 0      |        |

## Palmarès

### Club

#### Competizioni nazionali
- Primera B Nacional: 1

Tigre: 2021